# Seonbu-dong
Seonbu-dong (koreanska: 선부동) är en stadsdel i staden Ansan i provinsen Gyeonggi i den nordvästra delen av Sydkorea, 30 km söder om huvudstaden Seoul. Den ligger i stadsdistriktet Danwon-gu.

## Indelning
Administrativt är Seonbu-dong indelat i:
| Namn    | Namn               | Yta km² | Invånare 31 dec 2020 |
| ------- | ------------------ | ------- | -------------------- |
| 선부1동 | Seonbu 1(il)-dong  | 0,86    | 18 978               |
| 선부2동 | Seonbu 2(i)-dong   | 2,07    | 21 927               |
| 선부3동 | Seonbu 3(sam)-dong | 5,81    | 36 991               |